# Мартин, Александр
Александр Мартин (англ. Alexander Martin) (1740 — 2 ноября 1807) — американский политик, сенатор США от Северной Каролины, 4-й и 7-й губернатор Северной Каролины. В годы Войны за независимость служил в Континентальной армии в звании полковника, командовал 2-м Северокаролинским пехотным полком.

## Ранние годы
Мартин родился в Лебаноне (округ Хантердон), и был старшим сыном в семье Хью мартина и Джейн Хантер. Его отец родился около 1700 года в Ирландии, в графстве Тирон, около Иннискиллинга. Его мать родилась около 1720 года в графстве Энтрим. Обе семьи переселились в Америку почти одновременно в конце 1720-х годов, высадились в Делавере, но переехали в Нью-Джерси, где Хью и Джейм встретили друг друга и поженились. Мартин родился около 1740 года. Очень мало известно о ранних годах его жизни. Он учился в академии Фрэнсиса Эллисона в Нью-Лондоне, затем в колледже Ньюарка, откуда перешёл в Принстонский университет, получив звание бакалавра 29 сентября 1756 года и звание магистра в 1759 году.
По окончании Колледжа Нью-Джерси переехал в Северную Каролину. Занимал различные должности в органах местного самоуправления и в правительстве колонии. Два года служил в армии. Потом вернулся в Северную Каролину и вновь занимал различные должности в правительстве.
Участвовал в Филадельфийском конвенте, но рано оставил его и не подписал Конституцию.
После Конвента занимал должности губернатора, сенатора США и сенатора штата.